# Diplopodomyces
Diplopodomyces — рід грибів родини Laboulbeniaceae. Назва вперше опублікована 1977 року.

## Класифікація
До роду Diplopodomyces відносять 4 види:
- Diplopodomyces callipodos
- Diplopodomyces lusitanipodis
- Diplopodomyces lusitanipodos
- Diplopodomyces veneris